# Charles Pélissier

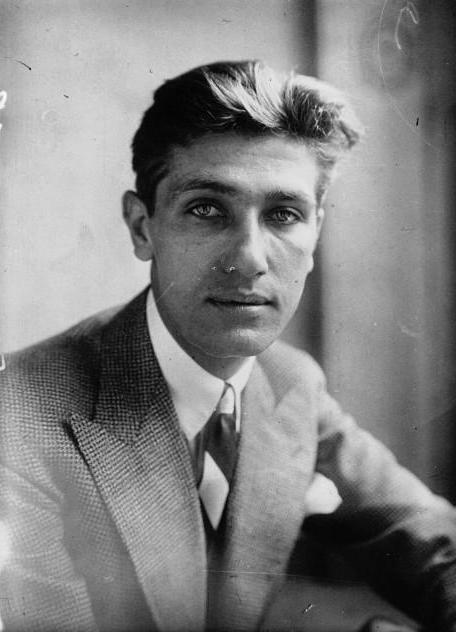
Charles Pélissier (1929)

Charles Pélissier (* 20. Februar 1903 in Paris; † 28. Mai 1959 ebenda) war ein französischer Radrennfahrer und nationaler Meister im Radsport.
Charles Pélissier war der jüngste von drei Brüdern, die alle als Rennfahrer erfolgreich waren und als schillernde Figuren galten. 1926, 1927 und 1928 wurde er Französischer Meister im Querfeldein-Rennen. Anschließend konzentrierte er sich auf den Straßenrennsport, er galt als Sprinter. Bei den Französischen Straßenmeisterschaften belegte er 1927 und 1930 Platz zwei. 1925 siegte er im Circuit de l’Allier. 1933 gewann er das Critérium des As, 1934 den Circuit de Paris. Auch startete er bei acht Sechstagerennen: 1930 gewann er das  von Paris gemeinsam mit Armand Blanchonnet. Während der 144 Stunden dauernden Bahnrennen konnte er allerdings nichts essen, sondern sich nur von Kaffee „ernähren“.
Seine größten Erfolge errang Pélissier bei der Tour de France: Bei der Austragung 1930 gewann er acht Etappen, ein Rekord, der erst nach 44 Jahren von Eddy Merckx egalisiert wurde, vier davon in Folge, was nach ihm erst wieder Mario Cipollini 1999 gelang. Zwei Etappensiege wurden ihm sogar aberkannt, einer nach einer Rempelei mit anschließender Prügelei mit dem Italiener Learco Guerra. Pélissier wurde Neunter in der Gesamtwertung. Im Jahr darauf siegte er bei fünf Etappen und trug zwei Etappen lang das Gelbe Trikot (eine Etappe lang gemeinsam mit Raffaele Di Paco). Neun Monate nach seinem Rücktritt vom aktiven Sport versuchte er ein come back als Steher, nachdem er in der Zwischenzeit nur noch Hometrainerrennen in einem Zirkus bestritten hatte.
Wegen seiner spektakulären Solofahrten und seines guten Aussehens war Charles Pélissier in Frankreich besonders populär. Er trug vorzugsweise weiße Handschuhe und Socken, was Mode wurde, und erhielt deshalb zahlreiche Beinamen, wie „Brummel“ oder „Valentino“.
1933 spielte Charles Pelissier die Hauptrolle in dem Film „Record Du Monde“, der in Frankreich ein Kassenschlager wurde. Die älteren Brüder von Charles waren die Rennfahrer Henri und Francis Pélissier, ein weiterer Bruder, Jean, fiel im Ersten Weltkrieg. Die Eltern besaßen eine Molkerei im 15. Arrondissement von Paris, genannt „Vacherie de l'Espérance“.